# 인출금
인출금(引出金)은 끌어서 빼 낸 돈을 의미하는 말이다. 보통은 예금 계좌에서 찾은 현금을 의미하나, 다르게 쓰일 수도 있다.

## 회계
회계에서의 인출금 계정은 개인 기업에서 회계기간 중 사업용 자산 또는 부채와 비사업용 자산 또는 부채를 서로 대체할 경우에 사용되는 자본금 계정의 평가 계정으로서,
개인 기업에서 결산이 아닌 회계 기간 중에 자본금의 증감이 발생하는 경우 직접 자본금 계정에 전기하지 않고 인출금 계정을 따로 설정한다.
자본금이 감소할 경우 인출금 계정의 차변에, 증가할 경우는 대변에 잔액이 발생한다.
결산시는 인출금 계정을 대차대조표에 표시하지 않고, 결산 분개를 통해 인출금 계정의 잔액을 모두 자본금으로 대체한다.
예를 들어, 아래와 같은 거래가 있다고 가정한다
1. 사업주가 개인 자금 1,000,000원을 사업 자금으로 투입하다.
2. 건물의 재산세를 현금으로 지급하다. 영업용 건물에 대한 재산세는 50,000원이며 사업주의 개인용 건물에 대한 재산세는 20,000원이다.
3. 결산

이를 분개해보면 아래와 같다.
1. (차) 현금 1,000,000 / (대) 인출금 1,000,000
2. (차) 세금과공과 50,000 · 인출금 20,000 / (대) 현금 70,000
3. (차) 인출금 980,000 / (대) 자본금 980,000